# Dajicun (métro de Nanning)
Dajicun (chinois : 大鸡村站 / pinyin : Dàjīcūn zhàn / zhuang : Camh Dagihcunh) est une station de la ligne 3 du métro de Nanning. Elle est située de part et d'autre de la rue Jingqiao, dans le district de Xingning de la ville de Nanning, en Chine.
Ouverte le 6 juin 2019, elle comprend trois entrées et une seule plateforme.

## Situation sur le réseau

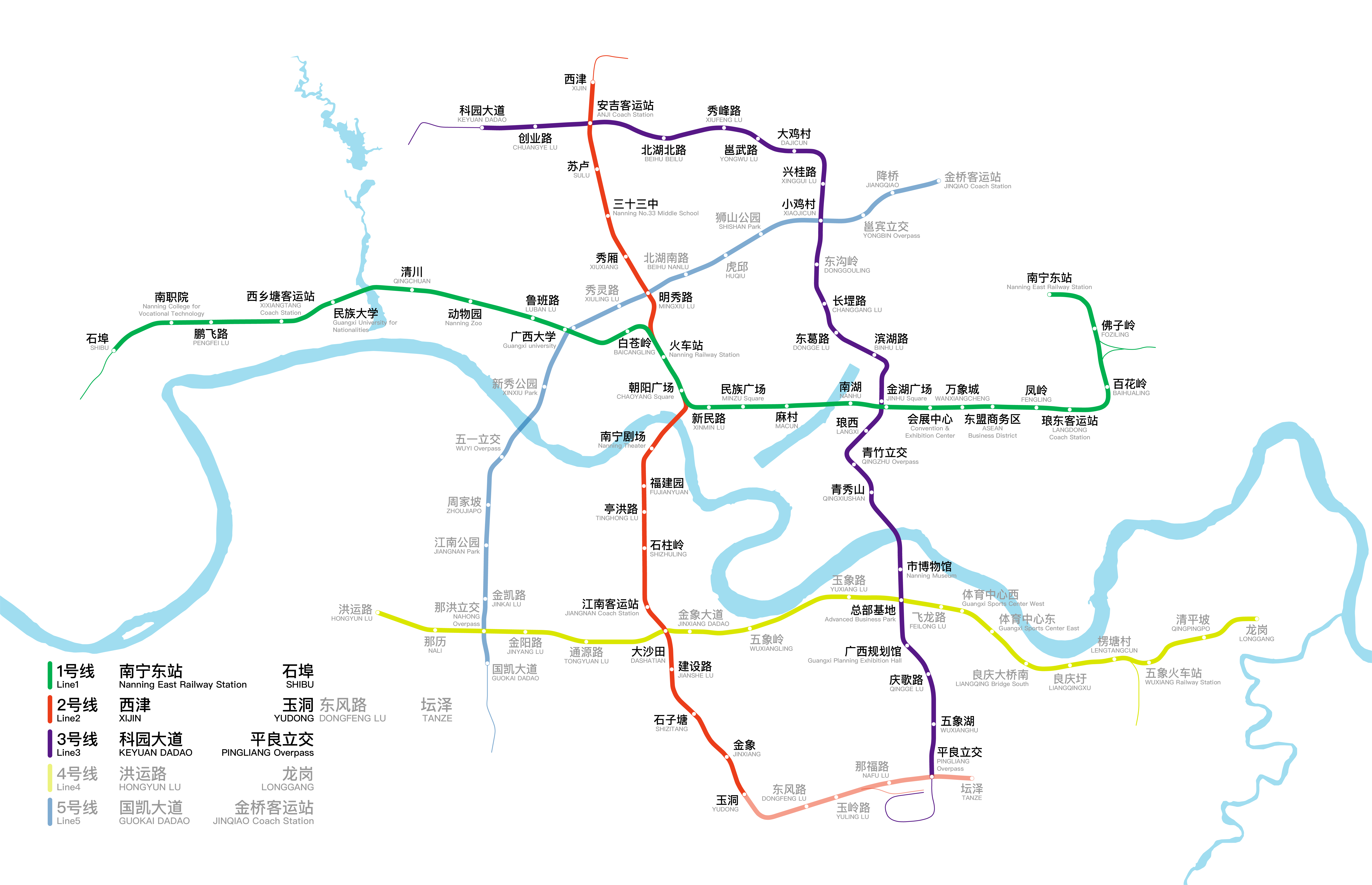
Plan du métro.

Établie en souterrain, Dajicun est située sur la ligne 3 du métro de Nanning, entre la station Rue Yongwu, en direction du terminus nord Boulevard Keyuan (zh), et la station Rue Xinggui, en direction du terminus sud Échangeur Pingliang (zh).

## Histoire
La construction de la ligne débute en 2015. La ligne ouvre officiellement avec 22 stations le 6 juin 2019, dont Dajicun.

## Services aux voyageurs

### Accès et accueil
Dajicun est une station souterraine à deux niveaux et comprend trois entrées. L'ascenseur pour personnes handicapées est située à la sortie B. La salle à langer est située au second sous-sol, tout près des quais. L'entrée A1 est située à l'intersection du boulevard Jinqiao et de la rue Shajiang. L'entrée B est quant à elle située au coin de Jinqiao et de la rue Xingyuan. La troisième entrée est elle aussi située au coin de ces deux rues.
Station souterraine, elle dispose de trois niveaux :
| Niveau 0   | Entrées et sorties                                       | Entrées et sorties                                         |
| Sous-sol 1 | Salle d'accueil                                          | Service à la clientèle, boutiques et guichet libre-service |
| Sous-sol 2 |                                                          | Ligne 3 Voie 1 : En direction de Boulevard Keyuan (zh)     |
| Sous-sol 2 | Quai central                                             |                                                            |
| Sous-sol 2 | Ligne 3 Voie 2 : En direction d'Échangeur Pingliang (zh) |                                                            |

### Desserte
Les premiers et derniers trains à destination de Boulevard Keyuan sont à 6h58 et 23h36, tandis que ceux à direction d'Échangeur Pingliang sont à 6h36 et 23h13. Le coût d'un billet est de 6 yuans (元).

### Intermodalité
La station est accessible par les lignes 43, 74, 75 et 83 du réseau d'autobus de Nanning.

## À proximité
La station est située dans une zone agricole peu peuplée et entourée de maisons de campagne en briques.
| Numéro                                         | Destinations proches |
| ---------------------------------------------- | --- |
| Sortie A1                                      | Rue Shajiang (沙江路), rue Jiangqiao (降桥路) |
| Sortie B                                       | Boulevard Jinqiao (金桥大道), école secondaire no. 52 (南宁市第五十二中学), Hôpital de médecine chinoise traditionnelle et moderne intégrée de Nanning (南宁市中西医结合医院) |
| Sortie C                                       | Boulevard Jinqiao, rue Xingyuan (兴园路) |
| Sortie D                                       | Ouverture future |
| Légende： Ascenseur pour personnes handicapées | |